# Station Llandudno Junction
Llandudno Junction is een spoorwegstation van National Rail in Conwy in Wales. Het station is eigendom van Network Rail en wordt beheerd door Transport for Wales. Het station is geopend in 1858. 
Het station wordt beheerd door Transport for Wales, hoewel er ook treinen stoppen van Virgin Trains.
Het ligt zowel aan de North Wales Coast Line als aan de Conwy Valley Line tussen Llandudno en Blaenau Ffestiniog. Daarom stoppen op dit station de meeste treinen van het noorden van Wales. 